# Benjamin Lazar
Benjamin Lazar (* 1977) je francouzský divadelní režisér a herec. Jeho specializací je barokní divadlo.

## Život
Divadlo si ho zcela podmanilo již při studiu na lyceu Montaigne v Paříži. Jeho profesorka francouzštiny Isabelle Grellet, zorganizovala ve škole divadelní dílny a pozvala známého britského režiséra Petera Brooka, aby tam uspořádal se žáky seminář o divadle. Nejvíce ho ale ovlivnil divadelní režisér a později i filmař Eugène Green, ve svém ateliéru barokního divadla s ukázkami z dobových představení. Benjamin Lazar u něho později studoval deklamaci a barokní gestiku. Barokní divadlo, mu podle jeho vlastních slov, natrvalo „přešlo do krve“. Studia herectví dokončil ve škole École Claude-Mathieu a zároveň cvičil hru na housle a zpěv.
V roce 2004 založil divadlo Théâtre de l'incrédule (Divadlo nevěřícího). Je spolupracujícím umělcem Théâtre de Cornouaille (Cornwallského divadla) v Quimperu v Bretani.

## Dílo
V roce 2004 ztvárnil jednu z vedlejších postav ve filmu režiséra Eugèna Greena Le Pont des Arts (Most umění). Název filmu je odvozen od pařížského mostu Pont des Arts, který je ve závěru filmu místem „setkání“ hlavních postav.
V roce 2005 mu odborník na barokní operu a divadlo, dirigent Marc Minkowski doporučil tři své spoluracovníky z předchozích inscenací barokních oper, scénografku Adeline Caronovou, kostýmního výtvarníka Alaina Blanchota a hlavně mistra jevištní techniky a osvětlovače Christophe Nailleta. Spolu s nimi a ostatními členy štábu režíroval Benjamin Lazar inscenaci komické opery – baletu Le Bourgeois gentilhomme (Měšťák šlechticem) autorů Molièra a Jean-Baptiste Lullyho v původní verzi z roku 1670. V inscenaci si zahrál i dvojroli sluhy a učitele filozofie.
Pro hudební doprovod byl vybrán orchestr Le Poème Harmonique s dirigentem Vincentem Dumestrem a sólistkou Claire Lefilliâtre. Průběh přípravy inscenace byl zachycen v dokumentárním filmu na DVD  Les enfants de Molière et de Lully (Děti Moliéra a Lullyho).
S těmito spolupracovníky pak realizoval i svá další díla Il Sant'Alessio (Svatý Alexius) v roce 2007 a Cadmus et Hermione (Kadmos a Harmonia) v roce 2008. Ve stejném roce vystoupil také v roli Hermiony (Harmonie) v parodii na toto dílo nazvané Pierot Cadmus režiséra Nicolase Viala.
Po premiérových představeních režiséra Benjamina Lazara následuje většinou turné po francouzských a dalších evropských městech (Caen, Nancy, Lucemburk aj.) i účast na zahraničních festivalech staré hudby (Oude Muziek Utrecht a další).
V roce 2009 uvedl tragédii Pyrame et Thisbé (Pýramus a Thisbé) autora Théophila de Viau, ve které si zahrál a zazpíval roli Pýrama.
Ve všech inscenacích Benjamina Lazara hraje velkou roli osvětlení, při kterém vychází často z dobových představení, kdy byla scéna osvětlena řadami svíček, umístěných na rampě jeviště. Herci na jevišti jsou osvětlováni zespodu, což spolu s líčením a kostýmy dotváří výsledný umělecký dojem.
29. dubna 2010 režisér představil živě na webových stránkách Théâtre de Cornouaille v pořadu d' Au Web ce soir (Dnes večer na webu) hru Ursula 1.1.

### Divadlo
- 2005 Le Bourgeois gentilhomme (Měšťák šlechticem), autoři: Molière a Jean-Baptiste Lully, l'Opéra royal du château de Versailles
- 2007 Il Sant'Alessio (Svatý Alexius), autor: Stefano Landi, l'Opéra de Lille
- 2008 Cadmus et Hermione (Kadmos a Harmonia), autor: Jean-Baptiste Lully, l'Opéra-Comique
- 2008 L'Autre monde ou les états et empires de la lune (Jiný svět aneb státy a říše na Měsíci), autor: Savinien Cyrano de Bergerac, Théâtre de l'Athénée
- 2009 Pyrame et Thisbé (Pýramos a Thisbé), autor: Théophile de Viau
- 2010 Cachafaz, autoři: Copi a Oscar Strasnoy, Théâtre de Cornouaille
- 2011 Cendrillon (Popelka), autor: Jules Massenet, l'Opéra-Comique
- 2012 Egisto, autor: Francesco Cavalli, l'Opéra-Comique
- 2012 Ma mère, musicienne (Moje matka muzikantka), autoři: Louis Wolfson a Vincent Manac'h, Théâtre de Cornouaille
- 2013 Ariane à Naxos (Ariadna na Naxu), autor: Richard Strauss, Théâtre de l'Athénée

### Filmografie
- 2004 Le Pont des Arts, (Most umění), role: Michel, režie: Eugène Green
- 2005 '' Les enfants de Molière et de Lully (Děti Moliéra a Lullyho), režie: Martin Fraudreau a Benjamin Lazar

### Citát
| „                | Inscenace divadelní hry neexistuje sama o sobě, plující ve světě ideí. Nedovedu si představit režiséra, který by přemýšlel o své inscenaci, aniž by myslel na herce, kteří ji tvoří. Abych se připravil, trávím hodně času s textem, to znamená, že ho často čtu a zkoumám všechny jeho aspekty. V imaginární části hledám přesný výraz pro určité zamlžené vztahy postav, které se budou střetávat s realitou herců, kteří je ztělesňují. To je obecně vždy více překvapující, než to, co jsme si představovali. Navíc díla, která mě zajímají, jsou zcela jistě ta, kterým úplně nerozumím a jejichž tajemství zůstává skryto v četbě. Je-li záměr příliš jasný, tak skoro nestojí za to ho uvádět. Objevování skrytých významů je kolektivní dobrodružství.. | “ |
| — Benjamin Lazar | |   |